# VfB Erfurt
Der VfB Erfurt war ein deutscher Fußballverein aus Erfurt, welcher zwischen 1904 und 1945 existierte.

## Verein
Der VfB Erfurt wurde im Jahr 1904 als FC Britannia Erfurt gegründet. Er stand in der Zeit seines Bestehens häufig im Schatten der beiden Lokalrivalen SC Erfurt 1895 und der SpVgg Erfurt. Ab 1919 agierte der nun in VfB Erfurt umbenannte Verein in der neu gegründeten Kreisliga Thüringen, der damals höchsten Spielklasse. Nachdem die Thüringenliga 1923 wieder abgeschafft wurde, bildeten die Ligen der Thüringer Fußballgaue die höchste Spielklasse; der VfB Erfurt spielte nun in der Gauliga Nordthüringen und wurde in der Saison 1927/28 Gaumeister. In der damit verbundenen Qualifikation zur Mitteldeutschen Meisterschaft setzten sich die Thüringer gegen den VfB Eisleben durch, unterlagen aber im Achtelfinale dem CBC 1899 mit 0:2.
Am 13. Mai 1931 löst sich der Verein wegen finanzieller Schwierigkeiten auf. Seine Spieler gehen alle zu dem 1930 gegründeten VfB 1930 Erfurt, welcher auch den Platz in der Gauliga Nordthüringen einnimmt.
- - Quelle: Jenaische Zeitung vom 21. April, Seite 6

In der Folgezeit spielte Erfurt nicht mehr erstklassig. Nachdem 1933 die Nationalsozialisten die Macht ergriffen hatten, wurden im Zuge der Gleichschaltung auch sämtliche Bereiche des Sports neu organisiert. Als neue höchste Spielklasse wurden 16 Gauligen geschaffen, die für die unteren Spielklassen in Bezirke und diese wiederum in Kreise unterteilt waren. Meister und Zweiter der Saison 1932/33 wurden in die neue Bezirksklasse Thüringen des Gaues VI (Mitte) eingruppiert. Mit dem sechsten Platz verpasste die Mannschaft dieses Ziel und spielte nun bis zur kriegsbedingten Einstellung des Punktspielbetriebes Ende 1944 drittklassig. Nach Kriegsende wurden im Oktober 1945 durch das Kontrollratsgesetz Nr. 2 sämtliche bürgerlichen Vereine verboten und zwangsaufgelöst.
Als wenig später die Bildung lockerer Sportgemeinschaften erlaubt wurde, schloss sich die VfB-Mannschaft gemeinsam mit der Vertretung des SC Erfurt 1895 zur SG Erfurt-West zusammen.
1998 wurde die Tradition des Vereins kurzzeitig wiederbelebt, als sich die Fußballabteilung des unterklassigen SV Optima Erfurt in VfB Erfurt umbenannte. Nach der 2001 erfolgten Fusion mit Grün-Weiß 90 Erfurt fungiert der Verein unter der Bezeichnung VfB Grün-Weiß Erfurt.

## Statistik
- Teilnahme Mitteldeutsche Meisterschaft: 1927/28